# Província d'Illizi
La província o wilaya d'Illizi (àrab: ولاية اليزي, wilāyat Ilīzī) és una província o wilaya del sud-est d'Algèria. El seu territori ocupa una superfície de 284.618 km², l'extensió pot ser comparada amb la de l'Equador. La capital també es diu Illizi. Una altra ciutat és l'oasi de Ganat (Djanet).
La província es divideix en tres daires: daira d'In Amenas, daira d'Illizi i daira de Djanet. Més a fons es divideix en sis comunes.